# ウーレア
ウーレアまたはウレア（古代ギリシア語：Oὔρεα、Ourea 、単数形: ウーロス Oὖρος、Ouros、［オロス ὄρος、oros  の詩語］）は、ギリシア神話に登場する山の神である。ウーレアとは山々の意味で、山を擬人化した原初の神である。
ヘーシオドス『神統記』では、ガイアが原初に生みだした子である。ヘーシオドスは『神統記』で次のようにうたっている。
ガイアは丘に住むニュンペーたちに優美な社交の場となるべく
延々と続く丘陵（ウーレア）を生み出した。
廣川洋一や中務哲郎の『神統記』日本語訳などでは「ウーレア」でなく「山々」と訳している。